# Dipoena dominicana
Dipoena dominicana là một loài nhện trong họ Theridiidae.
Loài này thuộc chi Dipoena. Dipoena dominicana được Jörg Wunderlich miêu tả năm 1986.